# Дисковые затворы с электроприводом
Дисковые затворы с электроприводом — тип трубопроводной арматуры, в котором запирающий или регулирующий элемент имеет форму диска, поворачивающегося вокруг оси, а управление осуществляется с помощью электропривода. Электропривод обеспечивает автоматизированное управление положением диска, что позволяет точно и эффективно контролировать поток рабочей среды в трубопроводах. Дисковые затворы с электроприводом являются разновидностью дисковых затворов.

### Принцип действия
Дисковый затвор с электроприводом функционирует, путем поворота диска на угол до 90° для открытия, закрытия или регулирования потока рабочей среды. Электропривод, получая сигнал управления (например, от системы автоматизации или дистанционного пульта), приводит в движение вал, связанный с диском. Это позволяет осуществлять точное и быстрое управление положением диска, включая промежуточные положения для регулирования расхода.

### Применение
Дисковые затворы с электроприводом широко применяются в различных отраслях промышленности:
- Водоснабжение и водоотведение: Автоматизация управления потоками воды в системах подачи и отвода воды[3].
- Системы отопления, вентиляции и кондиционирования воздуха (HVAC): Регулирование потоков воздуха и теплоносителя[4].
- Химическая и нефтегазовая промышленность: Управление потоками агрессивных и опасных сред[5].
- Энергетика: Контроль потоков пара и других рабочих сред в энергетических установках[6].
- Пищевая промышленность: Регулирование потоков жидких пищевых продуктов и ингредиентов[7].

### Преимущества и недостатки

#### Преимущества
- Автоматизация и возможность интеграции в системы управления
- Высокая точность регулирования потока
- Надежность и длительный срок службы
- Удобство дистанционного управления

#### Недостатки
- Более высокая стоимость по сравнению с ручными затворами
- Энергопотребление для работы электропривода
- Необходимость регулярного технического обслуживания электроприводов

### Типы электроприводов
Для дисковых затворов применяются различные типы электроприводов:
- Четвертьоборотные электроприводы: Наиболее распространенный тип для дисковых затворов, обеспечивающий поворот на 90°.
- Многооборотные электроприводы: Используются для более точного регулирования и могут выполнять несколько оборотов[2].

### Конструкция и материалы
Конструкция дисковых затворов с электроприводом и выбор материалов зависят от условий эксплуатации и требований ГОСТ 33259-2015:
- Корпус: Обычно изготавливается из нержавеющей стали, углеродистой стали или чугуна.
- Диск: Может быть выполнен из нержавеющей стали, пластика или других материалов, устойчивых к коррозии и износу.
- Уплотнительные элементы: Чаще всего используются резиновые или полимерные уплотнители, обеспечивающие герметичность.

Герметичность затвора классифицируется согласно ГОСТ 9544-2015.

### Требования безопасности
Дисковые затворы с электроприводом должны соответствовать требованиям безопасности, установленным в ГОСТ 12.2.063-2015.